# تحفيز الحلمة

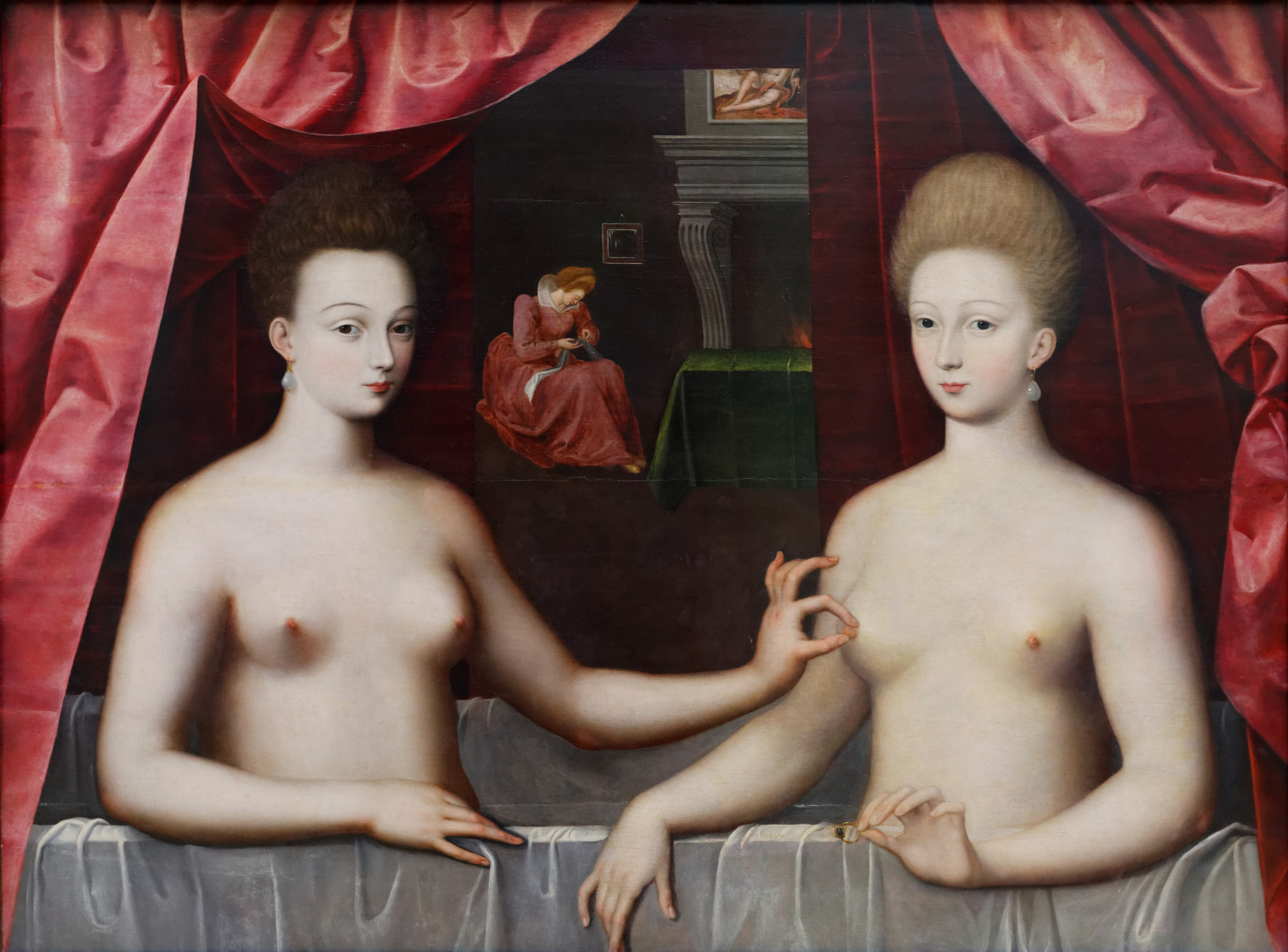
تحفيز حلمة غابرييل ديستري من قبل شقيقتها الدوقة فيلار حوالي عام 1600.

تحفيز الحلمة أو تحفيز الثدي هو سلوك جنسي بشري يُمكن ممارسته وتطبيقه إما من تلقاء النفس أو كجزء من الأنشطة الجنسية الأخرى.
يُمكنُ ممارسة هذه العملية على أساس النوع الاجتماعي أو حتى على أساس الميل الجنسي. أثبتت مجموعة من الدراسات أن تحفيز الثدي سواء لدى الرجال أو النساء من شأنه تعزيز الشهوة الجنسية والوصول للإثارة في وقت قصير.

## التشريح
تتطور الحلمة والهالة للذكر وللأنثى على حد سواء منذ الولادة مرورا بمرحلة الطفولة وتنضج عند سن البلوغ. في هذا السن بالذات تحصل بعض الفروق؛ فثدي الرجل يتوقف عن النمو ويصير صلبا بعض الشيء في حين يتواصل نمو ثدي الأنثى؛ ويرجع ذلك بالأساس إلى وجود هرموني الإستروجين والبروجستيرون اللذان يتوفران بكمية أكبر لدى الأنثى مقارنة بالرجل.

## الاستجابة الفسيولوجية
يُمكن أن يُؤدي تحفيز حلمة الثدي للإثارة الجنسية. وهنا تجب الإشارة إلى أن الحلمات المنتصبة تُشير _عادة_ إلى وجود شهوة جنسية وهذا قد يُثير الشريك الجنسي المقابل مما قد يُحفزه جنسيا ويدفعه نحو ممارسة الجنس أو حتى الاستمناء في بعض الحالات. ويُعتبر الثديين وخصوصا الحلمات من المناطق المثيرة للشهوة الجنسية.
هناك تحفيز آخر لحلمات المرأة لكن هذه المرة لا علاقة له بالممارسة الجنسية؛ نتحدث هنا عن الرضاعة بما في ذلك الرضاعة الطبيعية التي تُشجعُ على إنتاج وإطلاق الأوكسيتوسين والبرولاكتين. هذا وتجدر الإشارة إلى أن هرمون الأوكسيتوسين مرتبط بالشهوة الجنسية وكذلك بالترابط الزوجي، وبالتالي فإن الباحثين منقسمين بشأن ما إذا كانت الرضاعة الطبيعية «تُحرض» على المشاعر الجنسية أم لا علاقة بين الطرفين. إذن فانتصاب الحلمة قد يحصل أيضا أثناء الإثارة الجنسية أو حتى أثناء الرضاعة الطبيعية على حد سواء بسبب الإفراج عن هرمون الأوكسيتوسين. في الحقيقة تنتصب الحلمة بسبب تقلص العضلات الملساء التي تقع تحت سيطرة الجهاز العصبي الذاتي، كما تُنتج هذه العضلة مجموعة من ردود الفعل التي عادة ما تُسبب القشعريرة. وجدت دراسة استقصائية في عام 2006 أن الشهوة الجنسية تحفز الحلمات لدى حوالي 82% من الشابات و52% من الشباب الذكور في حين 7-8% أكدوا عدم وجود أي علاقة بين الشهوة الجنسية وبين تحفيز الحلمات.
أكدت بعض النساء أنهن يشعرن بتحفيز على مستوى الحلمة خلال وصولهن لهزة الجماع.
اعتمدت الدراسة أيضا على تصوير خريطة الأعضاء التناسلية للإناث وتأثيرها على أجزاء الدماغ خلال عملية تحفيز جنسية معينة. ووُجد أن تحفيز الحلمات يُؤثر على نفس جزء الدماغ الذي يتأثر حينما يتم تحفيز مناطق أخرى من الجسم بما في ذلك المهبل، البظر وعنق الرحم. استخلصت الدراسة في نهاية المطاف أن تحفيز حلمة الثدي ربما يرتبط بالقشرة الحسية للأعضاء التناسلية والتي تُعرف أكثر باسم «منطقة الأعضاء التناسلية في الدماغ».